# Aixecador
L'aixecador o acotxador és el casteller que ocupa el penúltim pis d'un castell. També és conegut amb el nom de cassola o cassoleta, sent aquestes dues darreres denominacions pròpies del Penedès. La seva posició al castell és acotxada (d'aquí el nom d'acotxador en algunes zones), amb els peus sobre una espatlla de cada dos i agafant-se a un braç diferent amb cada mà. Tot i que aquesta no era la seva funció originària, actualment es considera que dona seguretat a l'enxaneta en el moment de culminar el castell i fer l'aleta. En els primers castells, tal com encara fan les moixigangues valencianes, l'aixecador era l'encarregat d'aixecar-se dret amb l'enxaneta sobre les seves espatlles.
Juntament amb els dosos i l'enxaneta formen el pom de dalt. Actualment l'aixecador és un nen o nena de 5 a 10 anys i és el més menut de l'estructura del castell. En un castell d'estructura de 5, pugen dos aixecadors, un per l'estructura del 3 i un altre per l'estructura del 2. En els pilars es considera que no hi ha aixecadors, atès que cap casteller adopta la posició pròpia d'aquest pis. Per això, el nom del penúltim casteller d'un pilar correspon al de l'alçada on es troba, com passa en tots els pisos del tronc. Per exemple, quart, en un pilar de cinc.

## La justificació de la seva presència
Actualment s'acostuma a argumentar que és un punt de suport per a l'enxaneta en el moment de fer l'aleta, però la posició actual de l'aixecador té el seu origen en les primeres construccions castelleres del segle xviii, i aquest no era el seu paper. Fins a la segona meitat del segle xix l'aixecador aixecava, i d'aquí en ve el nom, l'enxaneta, que s'havia posat dret sobre la seva esquena.
A banda de la confusió o l'excessiva generositat que l'aixecador aporta a l'hora de comptar els pisos d'alçada dels actuals castells, hi ha reconeguts castellers que, a més, consideren incòmoda i perillosa la presència de l'aixecador a la part culminant del castell. És d'aquest parer Josep Sala, que afegeix a la seva llarga trajectòria castellera la seva pròpia experiència infantil com a enxaneta en els inicis dels Castellers de Vilafranca. Sala adverteix que una de les caigudes amb més risc per a la canalla és el despenjament d'aixecador i enxaneta, sovint provocada per la dificultat de la seva posició i els moviments amb molt poc espai sobre les espatlles dels dosos.